# Треугольник Раухфуса — Грокко
Треугольник Раухфуса — Грокко (треугольник Раухфуса, паравертебральное приглушение Раухфуса, треугольник Кораньи — Раухфуса — Грокко) — треугольное пространство перкуторного притупления на здоровой стороне вдоль позвоночника, возникающее при массивном экссудативном плеврите.
Впервые описан русским педиатром К. А. Раухфусом и итальянским терапевтом П. Грокко, независимо друг от друга.
Вершина треугольника Раухфуса — Грокко обращена вверх, сторонами служат позвоночник и косая линия, начинающаяся от того уровня, до которого поднимается на больной стороне плевральный выпот, и направляющаяся вниз и кнаружи до нижней границы лёгочного поля (эта линия является продолжением линии Дамуазо на здоровую сторону), основанием также служит нижняя граница лёгочного поля (нижний край здорового лёгкого). Появление этого треугольника перкуторного притупления обусловлено частичным смещением средостения под давлением экссудата, а также частично тем, что позвоночный столб проводит перкуторные колебания по направлению к экссудату (это обуславливает присоединение к легочному звуку тупого звука выпота). Более значительное смещение средостения наблюдается при левосторонних выпотах.